# Gonocokouta
Gonocokouta fou una població de la regió de Kaminiadougou (al nord-oest de Sansanding però a l'altre costat del riu Níger, a la riba dreta). Està a uns 30 km de Koïla o Kola que estava situada més al nord, pròxima al riu Níger.
Durant la revolta de 1892 els rebels (peuls i bambares), augmentats amb cavallers macinankes (de Macina), es van concentrar a Koïla. El comandant Bonnier va marxar a la zona i el 21 de juny de 1892 es va apoderar de Gonocokouta (esmentada a la segona font sota citada com Gnacouloumba) on va crear la posició militar; el 22 de juny es va trobar amb els rebels a Koïla; va ocupar la població i va fer fugir als rebels; els macinankes van creuar a la riba esquerra del Níger perseguits pels spahis que van agafar 380 presoners.